# 華拉度列—萊昂高速鐵路
華拉度列－帕倫西亞－萊昂高速鐵路（西班牙語：Línea de alta velocidad Valladolid-Palencia-León）是馬德里－華拉度列高速鐵路的延長線，由華拉度列延長至萊昂，於2015年9月29日通車。此線以標準軌建設。